# 伊豆鶇
伊豆鶇（學名：Turdus celaenops）是鶇屬下的一種鳥類。原產於伊豆諸島和琉球群島，伊豆諸島中的八丈島、御藏島和三宅島，以及琉球群島中的屋久島、吐噶喇列島尤其常見。但在日本島上並沒有發現其蹤跡。
伊豆鶇體長約23（9.1英寸），羽毛為深色、頭部和尾巴為黑色。有黃色的眼環和喙，其翅膀為栗色、腹部為銹紅色。

## 外部連結
- Izu Thrush entry at Avibase